# Evan Peters

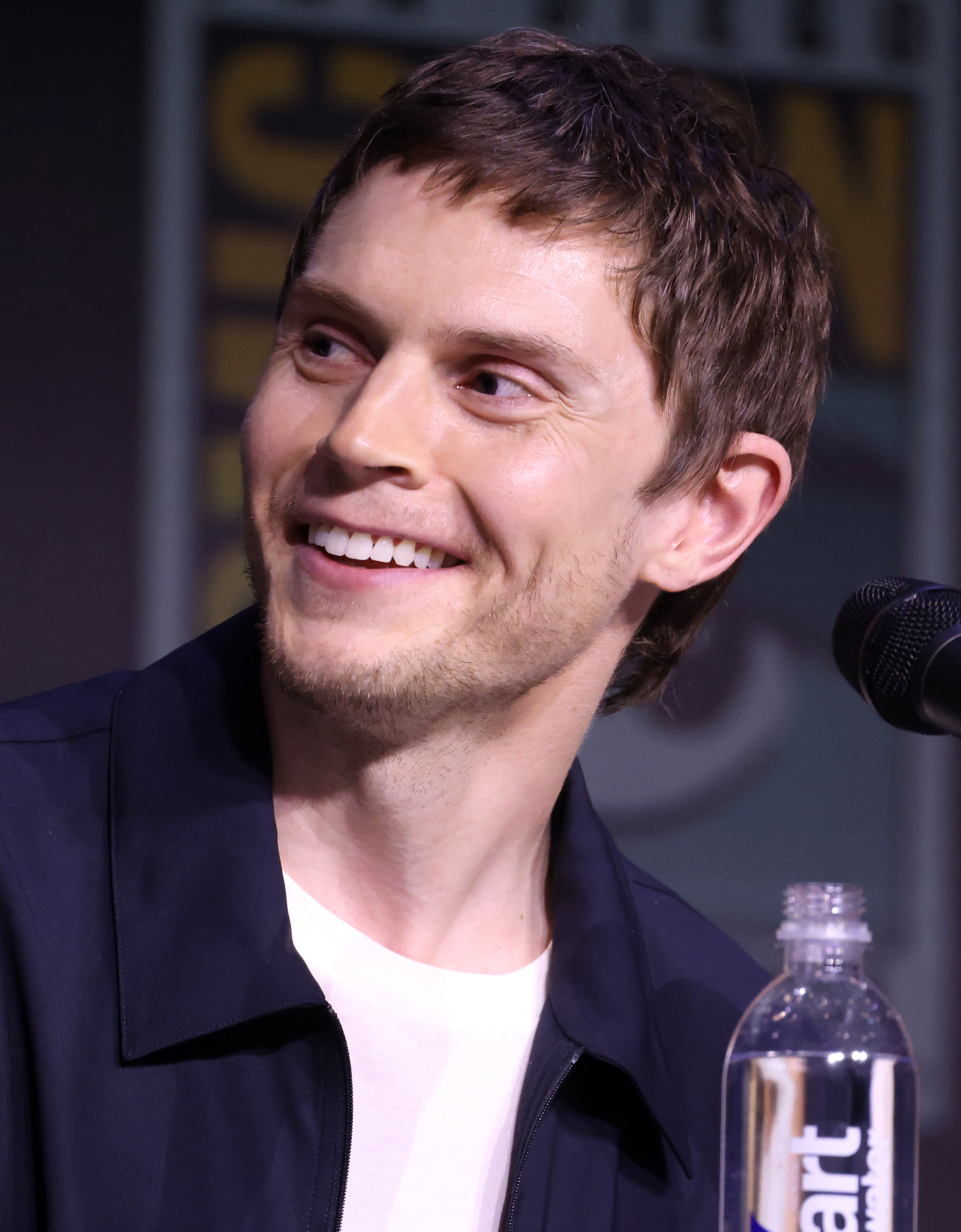
Evan Peters (2025)

Evan Thomas Peters (* 20. Januar 1987 in St. Louis, Missouri) ist ein US-amerikanischer Schauspieler und Golden Globe-Preisträger. Internationale Bekanntheit erlangte er mit seinen Rollen in der Fernsehserie American Horror Story.

## Leben und Karriere
Evan Peters wurde in St. Louis im US-Bundesstaat Missouri geboren und wuchs auch dort auf. Im Alter von 14 Jahren zog er mit seinen Eltern nach Grand Blanc, Michigan. Hier wurde er vom Fotografen Bob Lamb entdeckt, der ihn mit dem kalifornischen Talentscout Craig Wargo bekannt machte. Bald darauf zog Peters nach Burbank, Kalifornien.
Dort erhielt er 2004 seine erste Filmrolle in Clipping Adam. Er war auch in zahlreichen lokalen Werbespots zu sehen. Weitere Film- und Fernsehrollen folgten, bekannt wurde Peters jedoch erst 2005 durch seine Hauptrolle des Jesse Varon in der Mysteryserie Invasion. 2010 übernahm er an der Seite von Aaron Johnson und Clark Duke im Comicfilm Kick-Ass die Rolle des Todd.
Am bekanntesten ist er für seine wechselnden Rollen in der Serie American Horror Story. Hier spielte Peters in der ersten Staffel die Rolle des Tate Langdon, in der zweiten verkörpert er Kit Walker und auch in der dritten Staffel übernahm er als Kyle Spencer eine der Hauptrollen. In der vierten Staffel verkörpert Peters die Rolle des Jimmy Darling. In der im Oktober 2015 angelaufenen fünften Staffel gehörte er weiterhin zur Stammbesetzung und spielt die Rolle des Mr. March (James Patrick March). In der sechsten Staffel ist er als Edward Phillipe Mott und Rory Monahan zu sehen. In der siebten Staffel spielt er die männliche Hauptrolle Kai Anderson. In der achten Staffel verkörpert er die Rollen Mr. Gallant, James Patrick March, Tate Langdon und Jeff Pfister.
Im Jahr 2014 sah man Peters in der Comicverfilmung X-Men: Zukunft ist Vergangenheit als den superschnellen Mutanten Quicksilver. Diese Rolle übernahm er 2016 erneut im Nachfolgefilm X-Men: Apocalypse, 2018 in Deadpool 2, 2019 in X-Men: Dark Phoenix und 2021 in WandaVision.
Anfang 2019 wurde bekanntgegeben, dass Evan Peters erstmals seit Beginn der Serie in der neunten Staffel von American Horror Story nicht als Darsteller vertreten sein wird. Im Jahr 2021 trat er in der Miniserie Mare of Easttown an der Seite von Kate Winslet als Detective Colin Zabel auf. Im Jahr 2022 übernahm er in der Netflix-Miniserie Dahmer – Monster: Die Geschichte von Jeffrey Dahmer die Hauptrolle des Serienmörders Jeffrey Dahmer.

## Filmografie (Auswahl)
- 2004: Clipping Adam
- 2004: Plötzlich verliebt (Sleepover)
- 2004: The Days (Fernsehserie, 6 Folgen)
- 2004–2005: Phil aus der Zukunft (Phil of the Future, Fernsehserie, 5 Folgen)
- 2005–2006: Invasion (Fernsehserie, 21 Folgen)
- 2007: An American Crime (An American Crime)
- 2007: Mama’s Boy
- 2008: The Fighters (Never Back Down)
- 2008: Dirt (Fernsehserie, Folge 2x03)
- 2008: Gardens of the Night
- 2008: Without a Trace – Spurlos verschwunden (Without a Trace, Fernsehserie, Folge 6x14)
- 2008: Monk (Fernsehserie, Folge 7x02)
- 2008: Dr. House (House, Fernsehserie, Folge 5x09)
- 2008–2009: One Tree Hill (Fernsehserie, 8 Folgen)
- 2009: Ghost Whisperer – Stimmen aus dem Jenseits (Ghost Whisperer, Fernsehserie, Folge 5x10)
- 2010: Criminal Minds (Fernsehserie, Folge 5x16)
- 2010: Kick-Ass
- 2010: The Mentalist (Fernsehserie, Folge 2x21)
- 2010: Das Büro (Fernsehserie, Folge 7x01)
- 2011: The Fighters 2: The Beatdown (Never Back Down 2)
- 2011: Parenthood (Fernsehserie, Folge 2x20)
- 2011: In Plain Sight – In der Schusslinie (In Plain Sight, Fernsehserie, Folge 4x02)
- 2011–2021: American Horror Story (Fernsehserie)
- 2013: Adult World
- 2014: X-Men: Zukunft ist Vergangenheit (X-Men: Days of Future Past)
- 2015: The Lazarus Effect
- 2015: Safelight
- 2016: Elvis & Nixon
- 2016: X-Men: Apocalypse
- 2017: The Pirates of Somalia
- 2018: Deadpool 2
- 2018: American Animals
- 2018: Pose (Fernsehserie, 8 Folgen)
- 2019: X-Men: Dark Phoenix (Dark Phoenix)
- 2021: WandaVision (Fernsehserie, 4 Folgen)
- 2021: Mare of Easttown (Miniserie, 4 Folgen)
- 2022: Dahmer – Monster: Die Geschichte von Jeffrey Dahmer (Dahmer – Monster: The Jeffrey Dahmer Story, Miniserie, 10 Folgen)
- 2023: Wish (Stimme)
- 2024: Agatha All Along (Fernsehserie, Folge 1x06)

## Auszeichnungen
Golden Globe
- 2023: Auszeichnung als Bester Hauptdarsteller – Miniserie, Anthologie-Serie oder Fernsehfilm für Dahmer – Monster: Die Geschichte von Jeffrey Dahmer

Emmy Award
- 2021: Auszeichnung als Bester Nebendarsteller – Miniserie oder Fernsehfilm für Mare of Easttown
- 2023: Nominierung als Bester Hauptdarsteller – Miniserie oder Fernsehfilm für Dahmer – Monster: Die Geschichte von Jeffrey Dahmer

Satellite Award
- 2012: Nominierung als Bester Nebendarsteller – Serie, Miniserie oder Fernsehfilm für American Horror Story: Asylum
- 2022: Auszeichnung als Bester Nebendarsteller – Serie, Miniserie oder Fernsehfilm für Mare of Easttown
- 2023: Auszeichnung als Bester Hauptdarsteller – Miniserie oder Fernsehfilm für Dahmer – Monster: Die Geschichte von Jeffrey Dahmer

Saturn Award
- 2018: Nominierung als Bester Nebendarsteller – Fernsehen für American Horror Story: Cult